# Riccardo Spairani
Riccardo Spairani (Garbagnate Milanese, 11 marzo 1978) è un pallavolista italiano.
Gioca nel ruolo di centrale nel Volley Segrate 1978.

## Carriera
La carriera di Riccardo Spairani inizia a Rho e Caronno, in formazioni dilettantistiche militanti nei campionati di Serie C e B1. La prima chiamata ad alto livello arriva dal Volley Milano, società militante nel campionato di Serie A2. Dopo un'annata in Serie B1 con la Pallavolo Reima Crema, cambia diverse squadre in Serie A2, giocando nella Gabeca Pallavolo Brescia, nella Voluntas Asti, nei Volley Lupi Santa Croce, nella Pallavolo Loreto e nella Sparkling Volley Milano, con cui conquista nella stagione 2006-07 la vittoria del campionato, con conseguente promozione in Serie A1, e della Coppa Italia di Serie A2. Al termine di questa annata, che lo ha visto premiato anche come MVP della final four di Coppa Italia, riceve la convocazione in nazionale. Dopo una stagione alla M. Roma Volley e due alla Top Volley di Latina, si trasferisce al Volley Segrate 1978, dove rimane anche dopo la rinuncia alla Serie A2 e la ripartenza dalla quarta serie nazionale.

## Palmarès

### Club
- Coppa Italia di Serie A2: 1

2006-07

### Premi individuali
- 2007: Final four di Coppa Italia di Serie A2: MVP[3]